# Ancistargis brevicirris
Ancistargis brevicirris är en ringmaskart som beskrevs av Rangarajan 1964. Ancistargis brevicirris ingår i släktet Ancistargis och familjen Pilargidae. Inga underarter finns listade i Catalogue of Life.